# Tim Meyer (Sportmediziner)

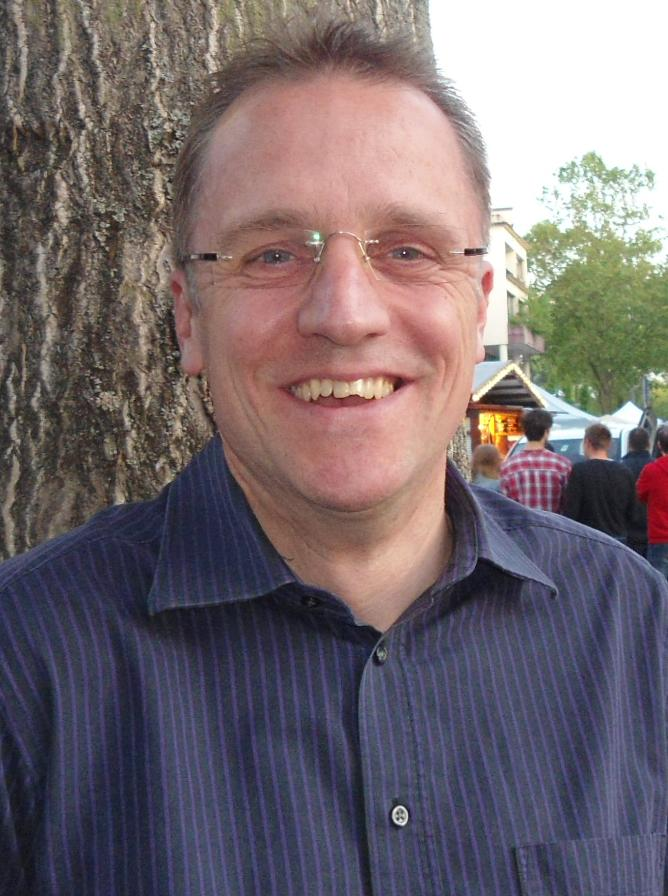
Tim Meyer (2013)

Tim Friedrich Meyer (* 30. Oktober 1967 in Nienburg/Weser) ist ein deutscher Sportmediziner.

## Werdegang
Meyer besuchte die Albert-Schweitzer-Schule in Nienburg, an der Volker Finke sein Lehrer war. In seiner Jugend spielte er beim ASC Nienburg Fußball. Nach einem Medizin- und Sport-Studium in Hannover und Göttingen promovierte Meyer 1997 an der Universität Göttingen.
Ab dem Freundschaftsspiel gegen Ungarn am 15. August 2001 gehörte er zusammen mit Hans-Wilhelm Müller-Wohlfahrt und Josef Schmitt zum Ärzteteam der deutschen Fußballnationalmannschaft. Seine Aufgaben waren dort die medizinische Versorgung außerhalb orthopädischer Probleme, Leistungsdiagnostik und das Anti-Doping-Management.
Seine Habilitation erfolgte 2006 an der Medizinischen Fakultät der Universität des Saarlandes, an der Wilfried Kindermann als Sportmediziner Institutsleiter war. Seit 2008 ist Meyer dort ärztlicher Direktor des Instituts für Sport- und Präventivmedizin. Im April 2020 wurde Tim Meyer auch Leiter der „Task Force Sportmedizin/Sonderspielbetrieb“ der DFL, die ein Hygienekonzept erstellte, welche die Fortführung des Spielbetriebs der beiden Bundesligen während der Corona-Krise gewährleisten soll.
Am 10. Januar 2023 gab er seinen Rücktritt als DFB-Mannschaftsarzt bekannt. Er war der Chefmediziner der Fußball-Europameisterschaft 2024 und des UEFA-Champions-League-Finales 2025.

## Auszeichnungen
- 2022: Ehrenpreis der DFL[6]

## Veröffentlichungen
- mit Oliver Faude, Karen aus der Fünten: Sportmedizin im Fußball. Erkenntnisse aus dem Profifußball für alle Leistungsklassen. Meyer & Meyer Verlag, Aachen 2013, ISBN 978-3-89899-791-1
- mit Alexander Ferrauti, Michael Kellermann: Regenerationsmanagement im Spitzensport: REGman – Ergebnisse und Handlungsempfehlungen. Sportverlag Strauß, Köln 2016.
- Protecting the Player. Thieme Verlag, Stuttgart 2017, ISBN 978-3-13-240872-2